# Bisbat d'Estância
El bisbat de Estância (portuguès: Diocese de Estância; llatí: Dioecesis Stantiana) és una seu de l'Església catòlica al Brasil, que pertany a la regió eclesiàstica Nord-est 3, sufragània de l'arquebisbat d'Aracaju. Al 2020 tenia 401.870 batejats d'un total de 482.900 habitants. Esta dirigida pel l'administrador diocesà Humberto da Silva.

## Territori
La diòcesi compren 16 municipis de la part meridional de l'estat brasiler de Sergipe: Estância, Arauá, Boquim, Cristinápolis, Indiaroba, Itabaianinha, Lagarto, Pedrinhas, Poço Verde, Riachão do Dantas, Salgado, Santa Luzia do Itanhy, Simão Dias, Tobias Barreto, Tomar do Geru i Umbaúba.
La seu episcopal és la ciutat de Estância, on es troba la catedral de Nostra Senyora de Guadalupe.
El territori s'estén sobre 6.736 km² i està dividit en 28 parròquies.

## Història
La diòcesi va ser erigida el 30 d'abril de 1960 en virtut de la butlla Ecclesiarum omnium del papa Joan XXIII, prenent el territori de la diòcesi d'Aracaju, la qual va ser paral·lelament elevada al rang d'arxidiòcesi metropolitana.

## Cronologia episcopal
- José Bezerra Coutinho † (28 de gener de 1961 - 1º de juny de 1985 jubilat)
- Hildebrando Mendes Costa (25 de març de 1986 - 30 d'abril de 2003 jubilat)
- Marco Eugênio Galrão Leite de Almeida (30 d'abril de 2003 - 25 de setembre de 2013 nomenat bisbe auxiliar de San Salvador de Bahia[1])
- Giovanni Crippa, I.M.C. (9 de juliol de 2014 - 11 d'agost de 2021 nomenat bisbe d'Ilhéus)[2]

## Estadístiques
A finals del 2019, la diòcesi tenia 401.870 batejats sobre una població de 482.900 persones, equivalent al 83,2% del total.
| any  | població | població | població | sacerdots | sacerdots       | sacerdots       | sacerdots             | diàques | religiosos | religiosos | parroquies |
| ---- | -------- | -------- | -------- | --------- | --------------- | --------------- | --------------------- | ------- | ---------- | ---------- | ---------- |
| any  | batejats | total    | %        | total     | clergat secular | clergat regular | batejats por sacerdot | diàques | homes      | dones      |            |
| 1966 | 223.800  | 231.500  | 96,7     | 11        | 10              | 1               | 20.345                |         |            | 29         | 12         |
| 1970 | 243.000  | 250.000  | 97,2     | 11        | 11              |                 | 22.090                |         |            | 24         | 12         |
| 1976 | 255.000  | 280.000  | 91,1     | 18        | 16              | 2               | 14.166                |         | 2          | 29         | 14         |
| 1980 | 276.000  | 285.000  | 96,8     | 18        | 18              |                 | 15.333                |         |            | 47         | 12         |
| 1990 | 345.000  | 350.000  | 98,6     | 15        | 15              |                 | 23.000                |         |            | 49         | 16         |
| 1999 | 391.256  | 395.861  | 98,8     | 21        | 21              |                 | 18.631                |         |            | 73         | 16         |
| 2000 | 394.002  | 398.953  | 98,8     | 26        | 26              |                 | 15.153                |         |            | 56         | 16         |
| 2001 | 401.103  | 404.256  | 99,2     | 28        | 28              |                 | 14.325                |         |            | 67         | 16         |
| 2002 | 419.652  | 428.857  | 97,9     | 26        | 26              |                 | 16.140                |         |            | 70         | 28         |
| 2003 | 428.915  | 436.125  | 98,3     | 27        | 27              |                 | 15.885                |         |            | 72         | 28         |
| 2004 | 421.152  | 431.127  | 97,7     | 26        | 26              |                 | 16.198                |         |            | 65         | 18         |
| 2006 | 423.228  | 431.127  | 98,2     | 27        | 27              |                 | 15.675                |         |            | 67         | 18         |
| 2013 | 452.000  | 470.000  | 96,2     | 53        | 53              |                 | 8.528                 |         |            | 64         | 24         |
| 2016 | 392.389  | 471.508  | 83,2     | 63        | 62              | 1               | 6.228                 |         | 1          | 58         | 27         |
| 2019 | 401.870  | 482.900  | 83,2     | 43        | 43              |                 | 9.345                 |         |            | 61         | 28         |